# TSV Dachau 1865 (Handball)
Die Handballabteilung des TSV Dachau 1865 e. V., kurz TSV Dachau, ist ein Handballverein aus der Großen Kreisstadt Dachau in Oberbayern, dessen Frauenteam an DHB-Pokalrunden teilnahm, süddeutscher Meister wurde, mehrere Jahre der zweithöchsten Spielklasse im deutschen Handball angehörte und Gründungsmitglied der 2. Handball-Bundesliga war.

## Geschichte
Größter Erfolg der Handballer war der Aufstieg in die 2. Handball-Bundesliga (Frauen), das letzte Jahr im höherklassigen Bereich war
in der Saison 1999/2000, als die Damen noch in der drittklassigen Regionalliga spielten. Seit 2023/24 ist die Handballabteilung des TSV Dachau 1865 in einer Spielgemeinschaft mit dem TSV Eintracht Karlsfeld als SG Eintracht Dachau-Karlsfeld organisiert.
Die SG nimmt mit drei Herrenmannschaften, zwei Damenteams und achtzehn Nachwuchsmannschaften am Spielbetrieb des Bayerischen Handballverbandes (BHV) teil. Das 1. Damenteam spielt 2024/25 in der Bezirksliga (Altbayern) und die Herren in der Bezirksoberliga (Altbayern).

### Erfolge

#### Frauen
| - Gründungsmitglied der 2. Bundesliga 1985 - Süddeutscher Meister (2. Liga) 1985 - Aufstieg in die Regionalliga (2. Liga) 1983 - Aufstieg in die Regionalliga (3. Liga) 1997 | - DHB-Pokal 2. Hauptrunde 1987, 1988 - Bayerischer Meister (3. Liga) 1983 - Bayerischer Meister (4. Liga) 1997 - Bayerischer Pokalsieger 1996 |

#### Männer
- Meister Bezirksliga West
- Aufstieg in die Bezirksoberliga